# Jussara (Goiás)
Jussara is een gemeente in de Braziliaanse deelstaat Goiás. De gemeente telt 19.130 inwoners (schatting 2009).

## Verkeer en vervoer
De plaats ligt aan de radiale snelweg BR-070 tussen Brasilia en Cáceres. Daarnaast ligt ze aan de weg GO-324.